# Nitrato de rubidio
El nitrato de rubidio es un compuesto químico inorgánico cuya fórmula es RbNO3. Es una sal blanca altamente soluble en agua.

## Preparación
El nitrato de rubidio se puede obtener disolviendo su metal, su hidróxido, o carbonato en ácido nítrico.
RbOH + HNO3   →   RbNO3  +  H2O
2 Rb  +  2 HNO3  →  2 RbNO3 + H2

## Propiedades
El nitrato de rubidio es un polvo cristalino blanco altamente soluble en agua y ligeramente soluble en acetona. En un ensayo a la llama, el RbNO3 produce un color púrpura claro.

## Aplicaciones
Los compuestos de rubidio tienen pocos usos. Al igual que el nitrato de cesio, se usa en radiación infrarroja produciendo composiciones pirotécnicas como colorante y oxidante, en bengalas y llamaradas. También se usa como materia prima para la preparación de otros compuestos de rubidio y el metal de rubidio, para la manufactura de catalizadores y en centelleadores. Raras veces se usa en fuegos artificiales para producir un color rojo-violeta.